# Epirochroa fairmairei
Epirochroa fairmairei är en skalbaggsart som beskrevs av Pierre Lepesme och Jean François Villiers 1944. Epirochroa fairmairei ingår i släktet Epirochroa och familjen långhorningar.
Artens utbredningsområde är Madagaskar. Inga underarter finns listade i Catalogue of Life.